# オルフェオとエウリディーチェ
『オルフェオとエウリディーチェ』（イタリア語: Orfeo ed Euridice、 フランス語: Orphée et Eurydice）は、クリストフ・ヴィリバルト・グルックが作曲した3幕からなるイタリア語オペラで、フランス語改訂版は『オルフェとウリディス』あるいは『オルフェとユリディス』と表記される。グルックのオペラの中で最も有名な作品である。

## 概要

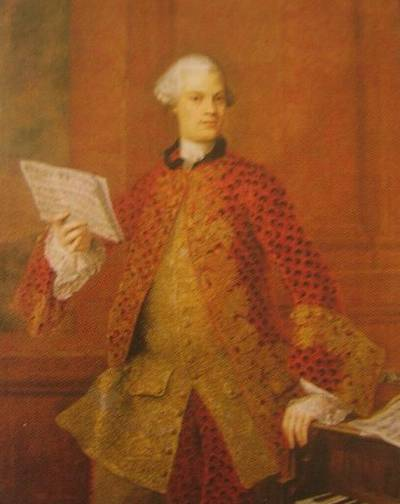
オルフェオを演じたガエターノ・グアダーニ。

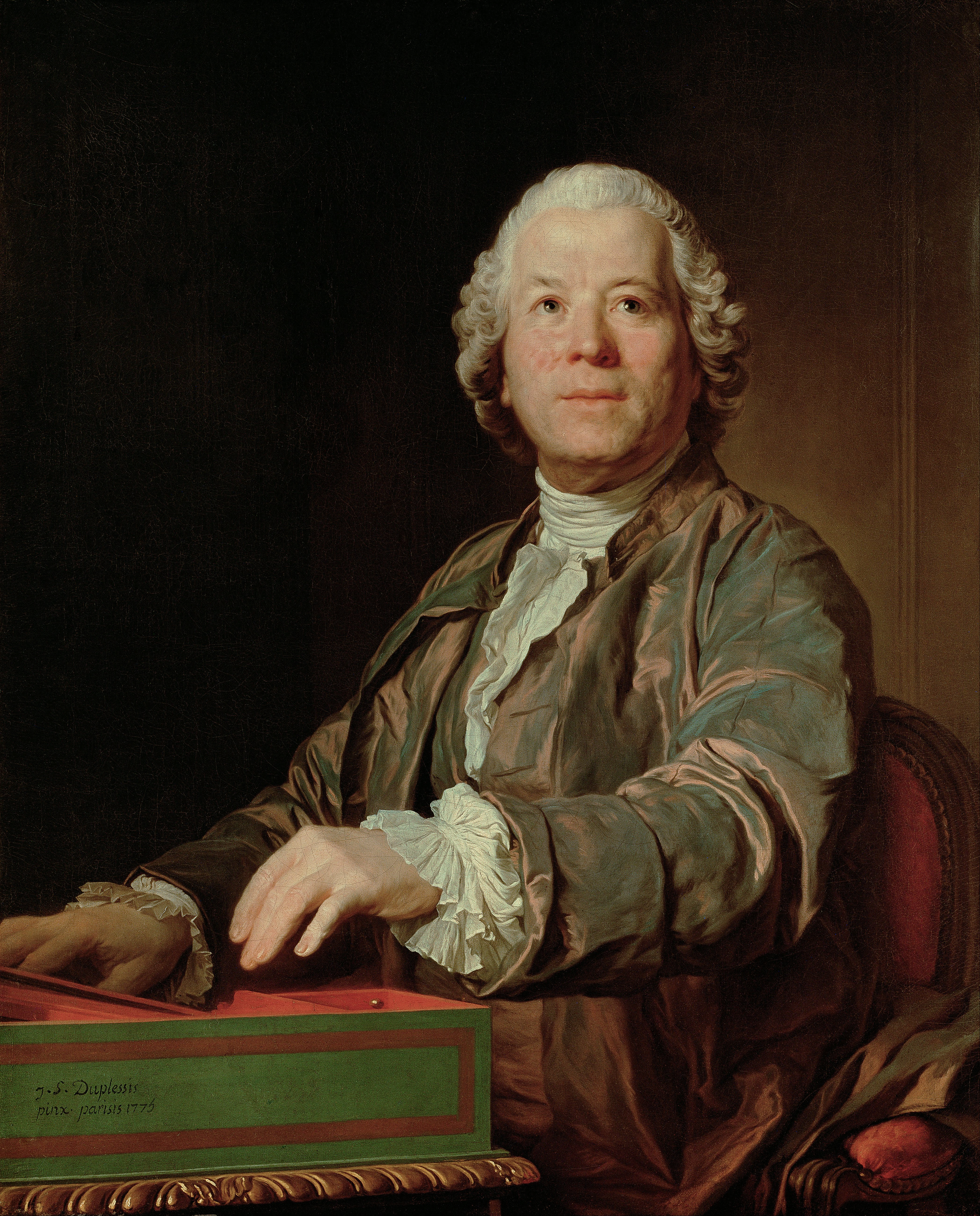
ジョゼフ・デュプレシによるグルック

グルックは1741年に、メタスタージオの台本によるオペラ『アルタセルセ』（現在は紛失?）によって、オペラ作曲家としてデビューを果たす。イタリア国内で8作ものオペラを発表したのち、ロンドンに招かれ、同地でヘンデルと親交を結んだ。1750年に結婚したのち、1754年にオペラ『中国の女たち』を発表して大成功を収め、これにより宮廷音楽監督の称号を得た。『オルフェオとエウリディーチェ』は1762年に作曲された。台本作者のラニエーリ・カルツァビージと共にオペラ・セリアの改革に乗り出し、オペラ改革理論を実践で示した最初の作品である。神聖ローマ皇帝フランツ1世の霊名日に当たる1762年10月5日にウィーンのブルク劇場で初演された。音楽劇の改革理論に基づいて作曲されたもので、初演当時から大成功を収め、グルックのオペラの代表作となった。本作で「革新的なことは歌劇史上初めてチェンバロによるレシタティーヴォを管弦楽伴奏に変え、二つの明確に相違する音色をもつ歌劇の流れを同質の音色で一貫するようにしたことである」。リブレット はギリシア神話のオウィディウスの「転身物語」（または転身譜）第10巻第1章と第11巻、及びウェルギリウスの「農耕歌」第4篇に基づいて、ラニエーリ・カルツァビージにより作成された。本作は「イタリア語のオペラではあるが、多くをフランスのオペラとドラマに負っている。カルツァビージは長くパリに住んでいたが、ここで彼が体験したフランスの演劇とオペラの影響は本作の台本を通じて明らかである。－中略－グルック自身フランスのトラジェディ・リリックとオペラ・コミックの両方に通じており、その影響は本作に明確に示されている」。このオペラによって、ベルリオーズやワーグナーらに多大な影響を与えた。

### 初演後の展開
イギリス初演は1770年4月7日にロンドンのキングズ劇場にてグアダーニ、ザンパリーニの出演で行われた。アメリカ初演は1863年5月25日にニューヨークのウィンター・ガーデンで行われた。出演はヴェストヴァーリ、ロッター、ギアリーであった。
なお、このオペラは日本人が最初に上演した本格的な歌劇として、日本洋楽史上においても記憶されるべき作品である。1903年（明治36年）7月23日の東京音楽学校奏楽堂での上演は、東京音楽学校のオペラ研究会と東京帝国大学文科大学のワグネル会の学生等による自主公演で、学校のオーケストラは使えず、ラファエル・フォン・ケーベルがピアノで伴奏した。ノエル・ペリの指揮で、オルフェオを吉川やま、エウリディーチェ（百合姫）を柴田環（三浦環）、アモールを宮脇せんが演じた。背景は白馬会の山本芳翠（デザイン）、白滝幾之助、北蓮蔵、湯浅一郎と東京美術学校教授の岡田三郎助、藤島武二が担当。この時はワグネル会の石倉小三郎、乙骨三郎、吉田豊吉、近藤逸五郎（近藤朔風、東京音楽学校選科）が訳詩を担当し、日本語上演された。その費用はオペラ研究会の学生でテノールとして合唱に参加した渡部康三（本来の専攻はコルネット）の兄、渡部朔が負担していた。この時の出演者、訳詩者などは準備のため頻繁に田口卯吉（経済学者、ジャーナリスト）の家に集まり、乙骨三郎の従兄である詩人の上田敏も助言に加わった事が伝えられている。
その後、森鷗外も訳詩を完成させたが、上演に至らず、鴎外訳での完全上演は2005年（瀧井敬子・プロデュース、高関健・指揮）まで待つ事となった。なお、森鴎外による訳（『鴎外全集』19巻、岩波書店；瀧井敬子『森鴎外訳オペラ『オルフエウス』』紀伊国屋書店）があり、その経緯や改訂版に関しては、瀧井敬子「新発見の森鷗外直筆の『オルフエウス』第二訳稿をめぐって」『東京藝術大学音楽学部紀要』34（平成21年3月、PDFあり）がある。なお、瀧井敬子「漱石が聴いたベートーヴェン」（中公文庫）にも二つの上演の経緯の概略が述べられている。
近年の日本での特筆すべきものとしてはパリ版の上演が挙げられる。2017年 12月に北とぴあさくらホールにて寺神戸亮の指揮、 マティアス・ヴィダル（オルフェ）、ストゥキン・エルベルス（ウリディス）、鈴木美紀子（アムール）の配役で、レ・ボレアードの管弦楽と合唱、ラ・ダンス・コントラステの舞踏によるセミ・ステージ形式で行われた。

## 1774年パリ版

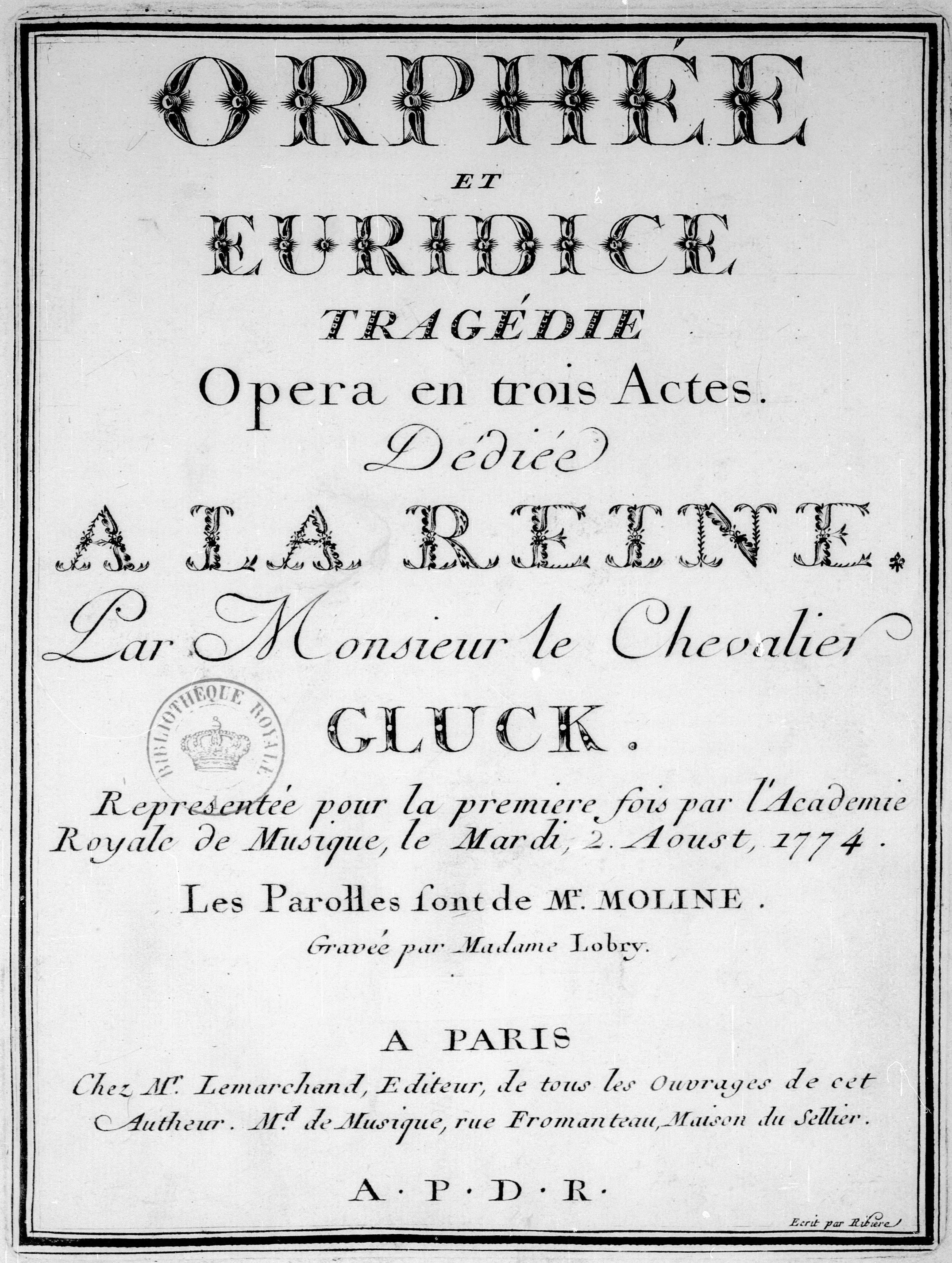
パリ版の楽譜の表紙。

『オルフェオとエウリディーチェ』には複数の版が存在し、ウィーン版（Wq.30、ウィーン原典版とも）とパリ版（Wq.41）と呼ばれているものがグルックによって作曲された重要なものである。上記の1762年にウィーン宮廷劇場で初演されたのがウィーン版であるが、パリ版は1774年8月のパリのオペラ座での上演に際して改作したものである。パリ版にはバレエ曲やアモーレの最初のアリア、フルート独奏の「天国の野原」（いわゆる「精霊の踊り」）の場面が追加されている。またフランス語台本は詩人のピエール=ルイ・モリーヌ（ Pierre-Louis Moline）がイタリア語台本から翻訳している。パリではカストラートが好まれなかったことから、オルフェオ役はオートコントルに変えられ、歌や器楽曲が増やされて、作品全体の規模が大きくなり、オペラ座の大編成のオーケストラを十分に生かすように手が加えられた。『新グローヴ・オペラ事典』は「フランス語版への改訂は本作をさらにフランスの伝統に近づけることになった。－中略－カストラートからオートコントルに変更することで、形式的均衡が失われたほか、カストラートの哀愁に満ちたこの世ならぬ美しさに代わって、高音テノールの英雄性が強調されることになった。しかしながら、軽く打ち解けた宮廷室内オペラから大きな公開オペラ劇場のための大規模な作品へと変容させ、拡大したことによって損失だけでなく得られたものもあったことは明らかである。－中略－改定時にグルックは作曲家としては勿論のこと、劇場人としての経験も多く積んでおり、フランス語稿には熟練した筆致と壮麗さが加えられた。第2幕でエウリディーチェのアリアとバレエ、第3幕で3重唱が加えられて、良い結果となったことは明らかである」と解説している。また、カストラートという声種は当時のフランスでは嫌忌の対象だったのであり、フランス音楽でカストラートが使われることはまずなく、むしろ嘲笑の的だったといった事情もあった。

## 1859年ベルリオーズ版

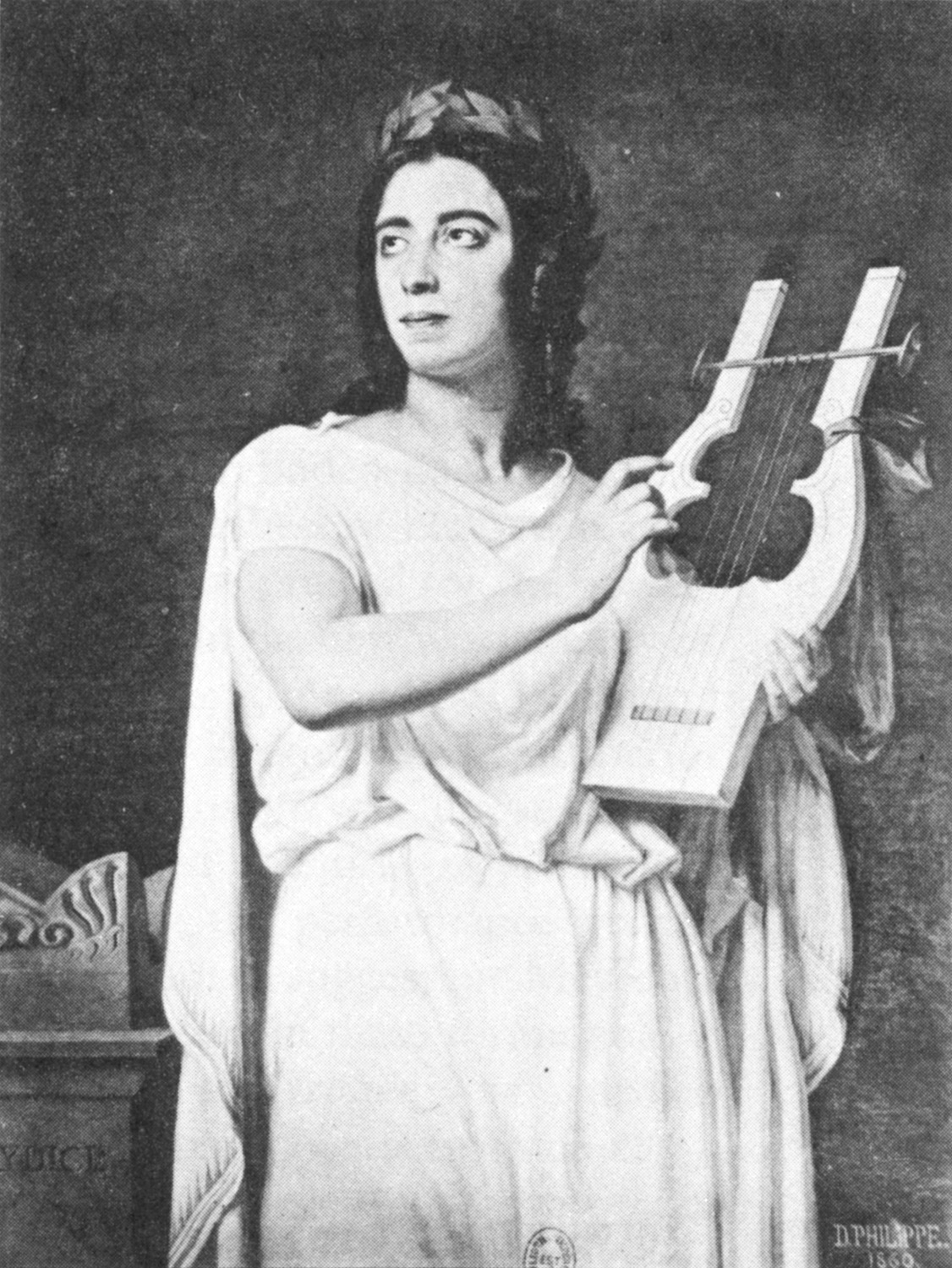
ウリディスを演じるポーリーヌ・ヴィアルド。

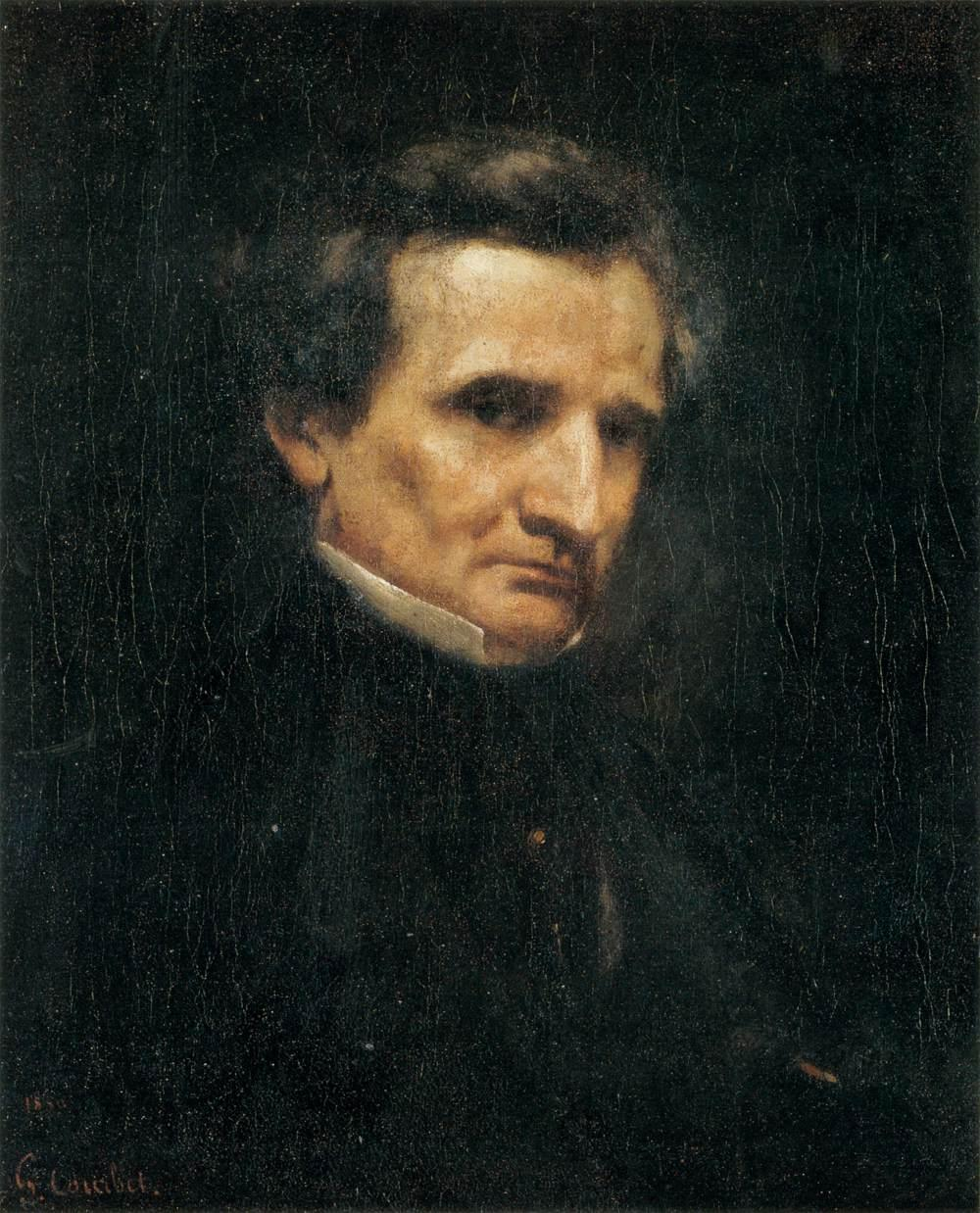
ギュスターヴ・クールベによるベルリオーズ。

1859年にリリック座のレオン・カルヴァロの要請に応えてベルリオーズは独自のヴァージョンを作成した。当時のスター歌手ポーリーヌ・ヴィアルドのために書き直すことであった。彼女は広くソプラノも扱えたが、基本はコントラルトだったので、彼女が歌いやすく、魅力を最大限に発揮できるように様々な手直しをしたのである。なお、当時のフランスにおいてはカストラートはほとんど完全に姿を消しつつある状態だったという背景もある。「オルフェの声域はイタリア語稿に戻され、イタリア語稿とフランス語稿で最良と思われる部分が組み合わされた。ベルリオーズは基本的にはフランス語稿に従っているが、このオペラを4幕に再構成し、音楽的あるいは劇的に勝っていると考えられた箇所のみ、イタリア語稿から採用された。「ベルリオーズが行った大きな変更としては最後の合唱を『エコーとナルシス』の最後の合唱に差し替えたことが挙げられる。ベルリオーズによれば、『エコーとナルシス』の合唱は愛の神の仲立ちによってもたらされた幸福な結末を賛美するもので、本作と似ているものだった」。ベルリオーズ版は「非常な成功を収め、初演に続く4年間で138回の上演が行われた」。今日でもベルリオーズ版のオルフェはメゾソプラノにとって憧れの役のひとつとなっている。なお、前年の1858年にはオッフェンバックが本作をパロディ化した『地獄のオルフェ』（Orphée aux Enfers）を上演して、話題を集めていた。『新グローヴ・オペラ事典』では「ベルリオーズ版は最も有名で優れているが、数ある混合版のひとつにすぎなかった。しかし、1870年代以降最も頻繁に上演されているのは、ベルリオーズ稿に手直しを施したもので、－中略－この中のイタリア語稿で人気があったのは1889年に出版されたリコルディ社のものであった」。また、「現在、最もよく知られ、また最も頻繁に上演されるヴァージョンはベルリオーズによる混合版に基づいている。しかしながら、イタリア語版ではカウンターテナーに委ねることができ、フランス語版ではハイテノールは少ないものの、楽譜を全音下に移調することは可能である。この様な方法を用いればグルックの原曲にできる限り近づけるわけである」と解説している。

## 精霊の踊り
「精霊の踊り Reigen Der Seligen Geister」（または「精霊たちの踊り」）は、オペラの第2幕第2場で天国の野原で精霊たちが踊る場面で演奏される有名な楽曲で広く知られている。のちにヴァイオリニストのフリッツ・クライスラーがヴァイオリン用に編曲し、「メロディ」というタイトルで作曲したが、これも知られている。ピアノ用の編曲はジョヴァンニ・ズガンバーティとヴィルヘルム・ケンプによる二つが一般的に演奏会で使用される。
中間部に哀調を帯びた旋律をもつ3部構造の清楚で優雅な趣をもっており、旋律はオペラから独立してフルートの曲として現在も演奏されている。短調部分のみを演奏した歴史的録音としてマルセル・モイーズのものが知られており、晩年に日本での公開レッスン(1973年)でも採り上げられている。

## 登場人物
| 人物名 （イタリア語） （フランス語） | 声域                                 | 1762年10月5日 ウィーン版のキャスト 指揮者： グルック | 1774年8月2日 パリ版のキャスト 指揮者： ルイ・ジョゼフ・フランクール | 1859年11月19日 ベルリオーズ版のキャスト 指揮者： ベルリオーズ |
| ------------------------------------ | ------------------------------------ | ---------------------------------------------------- | ------------------------------------------------------------------- | ------------------------------------------------------------- |
| オルフェオ オルフェ                  | カストラート テノール オートコントル | ガエターノ・グアダーニ                               | ジョセフ・ルグロ                                                    | ポーリーヌ・ヴィアルド                                        |
| エウリディーチェ ウリディス          | ソプラノ                             | マリアンナ・ビアンキ・トッツィ                       | ソフィー・アルノー                                                  | マリー・サス                                                  |
| アモーレ アムール （愛の女神）       | ソプラノ                             | ルチア・クラヴロー                                   | ロザリー・ルヴァスール                                              | マリー・マリオン                                              |

- 合唱：精霊たち、羊飼いたち、復讐の女神たち、亡霊たち、従者たち、死後の世界の英雄たち

- オルフェオ役はウィーン版はカストラート、パリ版はオートコントルで初演時はテノール。現代では、カウンターテノール、バリトン、メゾソプラノが多い。

## 楽器編成
ウィーン版：

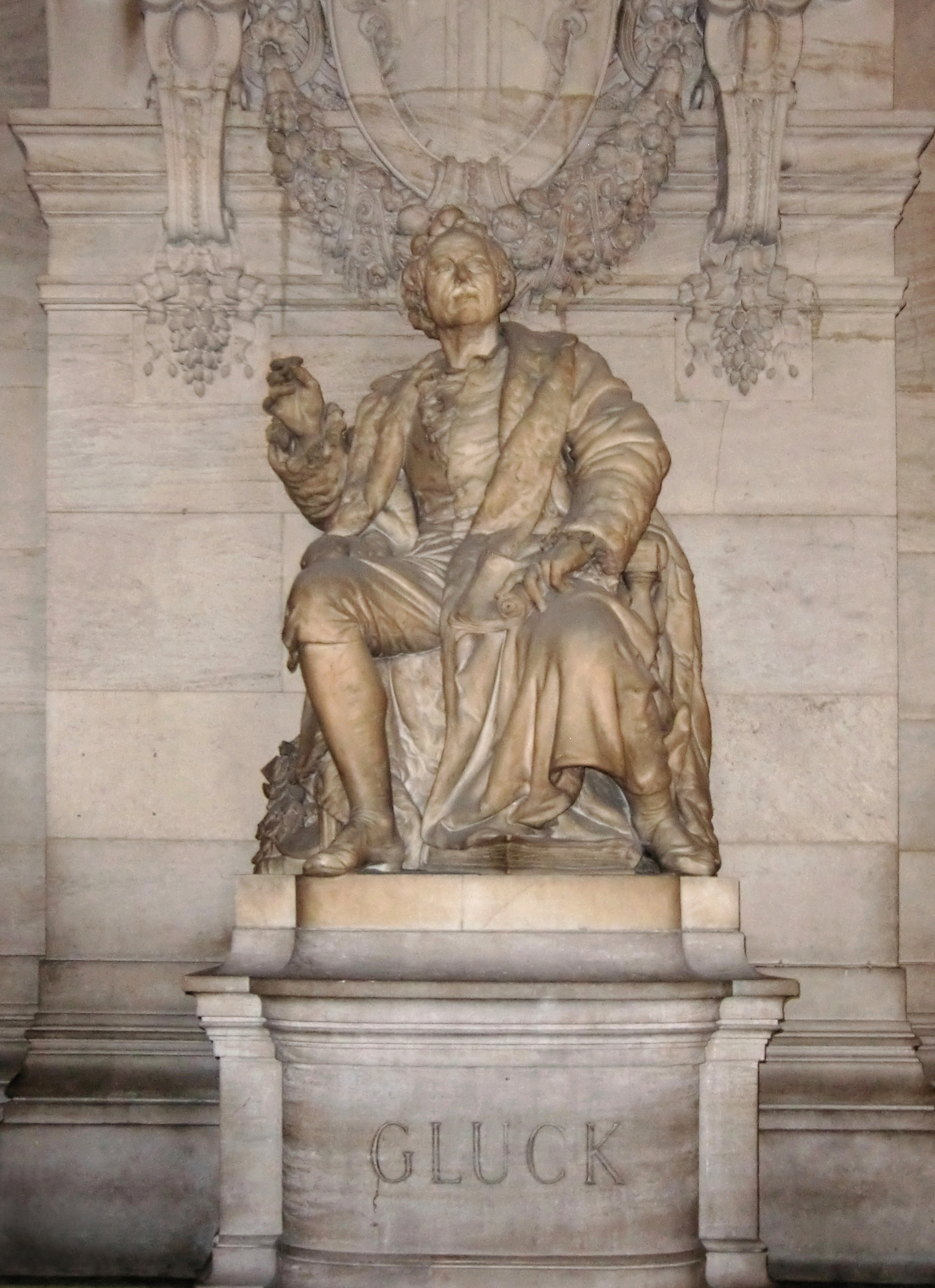
グルックの石像。

- 木管楽器: シャリュモー1、 フルート2、オーボエ2、バスーン2
- 金管楽器: ホルン2、トランペット2、コルネット2、 トロンボーン2
- 打楽器: シンバル
- 弦楽五部 、チェンバロ、ハープ

パリ版：
- 木管楽器: フルート2、オーボエ2、クラリネット2、バスーン2
- 金管楽器: ホルン2、トランペット2、トロンボーン3
- 打楽器: シンバル
- 弦楽五部 、 ハープ

## 演奏時間
ウィーン版：第1幕35分、第2幕35分、第3幕35分、合計約1時間45分

## あらすじ

### 第1幕

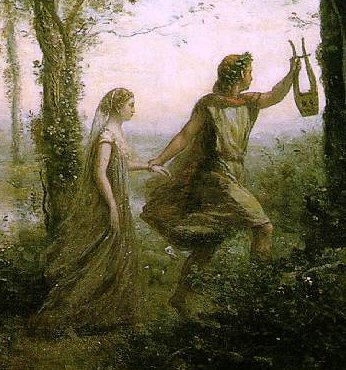
カミーユ・コローによる『エウリュディケを導くオルペウス』。ヒューストン美術館所蔵。

月桂樹と糸杉の木立がエウリディーチェの墓を取り巻いている。オルフェオは友人と共に妻エウリディーチェの死を悼んでいる。オルフェオは泣き崩れ、「エウリディーチェ」と悲痛な声をあげる。絶望のあまり妻を連れ戻しに黄泉の国に下がると神々たちに言う。そこに愛の神が現れ、オルフェオの嘆きに心を動かされたゼウス神たち神々は憐れみ、彼が黄泉の国に行って妻を連れてくることを許すという。ただし愛の神は、彼の歌によって地獄の番人たちをなだめること、そして何があっても決してエウリディーチェを振り返って見ないことが条件である。もしオルフェオが自分の事態を説明しようとしたり、振り返ったりすると彼女は永久に失うという。オルフェオはこの難しい試練に挑み、黄泉の国へと向かう。

### 第2幕
第1場、洞窟の入口
嘆きの川の先におどろおどろしい洞窟の入り口に、復讐の女神や死霊たちが踊っている。復讐の女神たちはオルフェオを恐ろしがらせようとして、地獄の入り口で彼を押しとどめる。オルフェオは勇気をもって竪琴を取り、甘い歌声で彼女たちを静め、オルフェオに道をあける。そして復讐の女神や死霊たちは静かに消えて行く。
第2場、エリゼの園（エリシウムの楽園）
エリゼの園でエウリディーチェは妖精と共に、エリゼの園の静けさと平和を讃えて歌っている。その時オルフェオはエウリディーチェを発見し、オルフェオはエウリディーチェの姿を見えないようにして手を取り、地上へと向かう

### 第3幕
第1場、薄暗い洞窟の迷宮の中

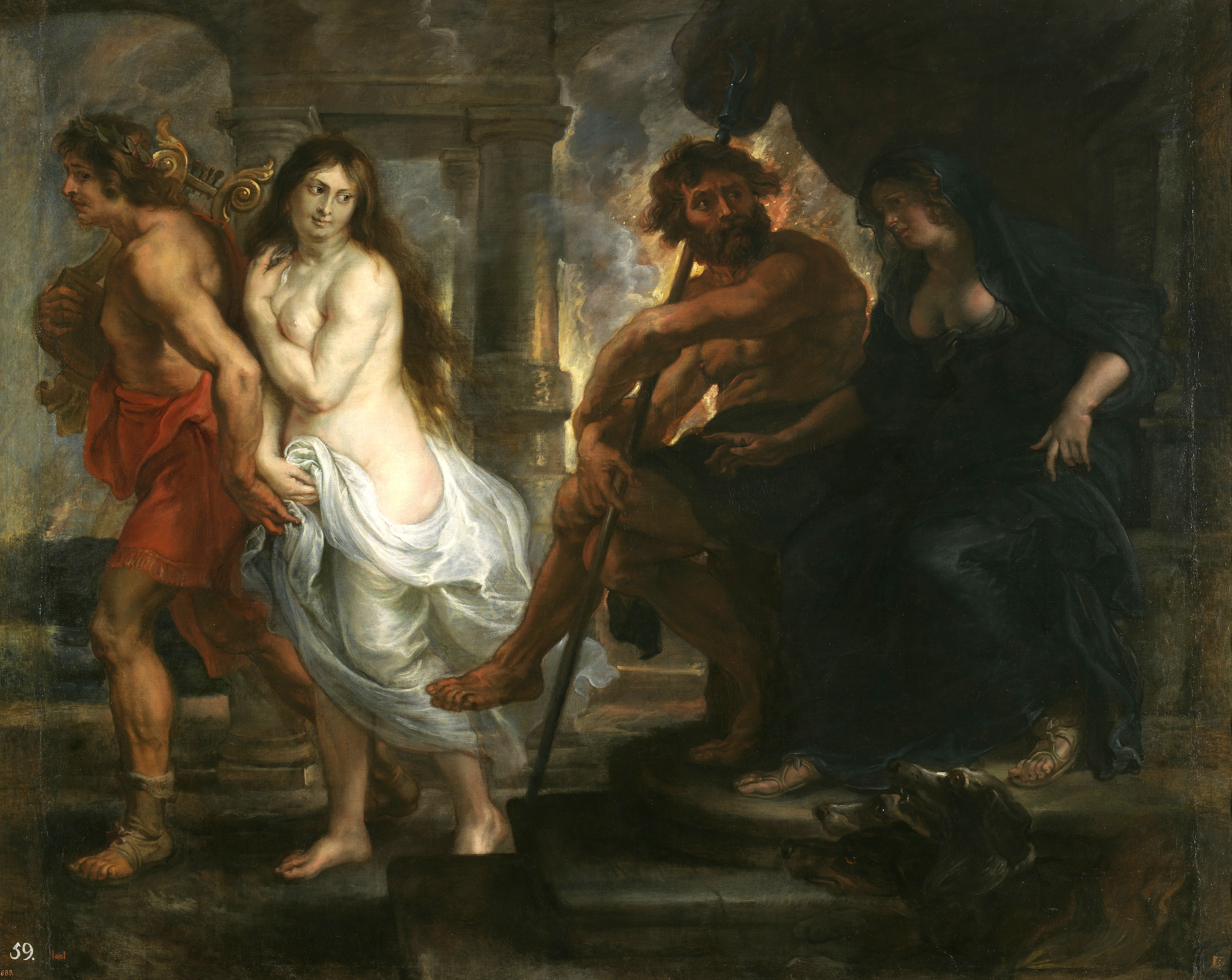
ルーベンスによる『オルペウスとエウリュディケ』。プラド美術館所蔵。

オルフェオがエウリディーチェの手を引いて上がって来る。エウリディーチェは初めのうちは喜んでいたが、オルフェオがすぐに自分の方に見ようとしないことに不審を抱き、ためらう。エウリディーチェは夫の愛が冷めたのではないかと怪しんで、それ以上夫について行こうしなかった。絶望したオルフェオは耐え切れず、エウリディーチェの方を振り向いてしまう。そのとたん、エウリディーチェは倒れて息絶える。オルフェオは嘆き、そして短剣を取り上げて自ら自殺を決意する。その時、愛の神が現れ、彼を押し留める。愛の神は「お前の愛の誠は十分示された」と告げ、エウリディーチェは再び息を吹き返す。2人は喜んで抱き合う。
第2場、地上の愛の神の宮殿
オルフェオが羊飼いやニンフたちと共に愛の神に感謝し、羊飼いやニンフは踊りを捧げる。エウリディーチェも愛の神に感謝し、全員が愛を讃える。

## オペラの中の有名な楽曲
- 精霊の踊り（メロディ）
- オルフェオのアリア「エウリディーチェを失って」（Che faro senza Euridice?）
- 復讐の女神たちの踊り（Air de furie）（バレエ音楽『ドン・ファン』の終曲に同じものが使われている）

## 主な録音・録画
| 録音年 | 指揮者                           | 管弦楽団・合唱団                                                                       | 配役 オルフェオ エウリディーチェ アモーレ                                                    | レーベル 版                                                                             |
| ------ | -------------------------------- | -------------------------------------------------------------------------------------- | -------------------------------------------------------------------------------------------- | --------------------------------------------------------------------------------------- |
| 1935   | アンリ・トマジ                   | パリ交響楽団                                                                           | アリス・ラヴォー ジェルメーヌ・フェラルディ ジャニー・ドリール                               | CD: Arkadia ベルリオーズ版                                                              |
| 1951   | ヴィルヘルム・フルトヴェングラー | ミラノ・スカラ座管弦楽団・合唱団                                                       | フェドーラ・バルビエーリ ヒルデ・ギューデン マグダ・ガボリー                                 | CD: Documents 折衷版                                                                    |
| 1952   | アルトゥール・ローター           | ベルリン市立歌劇場管弦楽団・合唱団                                                     | マルガレーテ・クローゼ エルナ・ベルガー リタ・シュトライヒ                                   | CD: Preiser デルフェル版、イタリア語歌唱                                                |
| 1953   | ミヒャエル・ギーレン             | オーストリア放送交響楽団 ウィーン国立歌劇場合唱団                                      | ヒルデ・レッセル＝マイダン セーナ・ユリナッチ エミー・ローゼ                                 | CD: Walhall デルフェル版、ドイツ語歌唱                                                  |
| 1955   | ピエール・モントゥー             | メトロポリタン歌劇場管弦楽団 メトロポリタン歌劇場合唱団                                | リーゼ・スティーヴンス ヒルデ・ギューデン ローレル・ハーリー                                 | CD: Andromeda リコルディ版、イタリア語歌唱                                              |
| 1955   | ルイ・ド・フロマン               | パリ音楽院管弦楽団 パリ音楽院合唱団                                                    | ニコライ・ゲッダ ジャニーヌ・ミショー リリアーヌ・ベルトン                                   | （オリジナル・パテ＝EMI） 1774年パリ版                                                  |
| 1956   | ハンス・ロスバウト               | ラムルー管弦楽団 ブランシャール・ボーカル・アンサンブル                                | レオポルド・シモノー シュザンヌ・ダンコ ピエレット・アラリー                                 | CD: フィリップス 1774年パリ版                                                           |
| 1956   | フェレンツ・フリッチャイ         | ベルリン放送交響楽団 RIAS室内合唱団 ベルリン・モテット合唱団                           | ディートリヒ・フィッシャー＝ディースカウ マリア・シュターダー リタ・シュトライヒ             | CD: グラモフォン 折衷版、ドイツ語歌唱                                                   |
| 1957   | ピエール・モントゥー             | ローマ歌劇場管弦楽団 ローマ歌劇場合唱団                                                | リーゼ・スティーヴンス リーザ・デラ・カーザ ロバータ・ピータース                             | CD: BMG-RCA デルフェル版、イタリア語歌唱                                                |
| 1959   | ヘルベルト・フォン・カラヤン     | ウィーン・フィルハーモニー管弦楽団 ウィーン国立歌劇場合唱団                            | ジュリエッタ・シミオナート セーナ・ユリナッチ グラツィエラ・シュッティ                       | CD: オルフェオ デルフェル版、イタリア語歌唱                                             |
| 1965   | レナート・ファザーノ             | イ・ヴィルトゥオージ・ディ・ローマ （ローマ合奏団）                                    | シャーリー・ヴァーレット アンナ・モッフォ ジュディス・ラスキン                               | CD: RCA リコルディ版、イタリア語歌唱                                                    |
| 1966   | チャールズ・マッケラス           | ウィーン国立歌劇場管弦楽団 ウィーン・アカデミー合唱団                                  | モーリン・フォレスター テレサ・スティッチ＝ランドール ハンニー・シュテフェク                 | CD: ヴァンガード デルフェル版、イタリア語歌唱                                           |
| 1966   | ヴァーツラフ・ノイマン           | ライプツィヒ・ゲヴァントハウス管弦楽団 ライプツィヒ放送合唱団                          | グレース・バンブリー アンネリーゼ・ローテンベルガー ルート＝マルグレート・ピュッツ           | CD: EMI ウィーン版                                                                      |
| 1967   | カール・リヒター                 | ミュンヘン・バッハ管弦楽団 ミュンヘン・バッハ合唱団                                    | ディートリヒ・フィッシャー＝ディースカウ(Br) グンドゥラ・ヤノヴィッツ(S) エッダ・モーザー(S) | CD: グラモフォン ウィーン版                                                             |
| 1969   | ゲオルク・ショルティ             | ロイヤル・オペラハウス管弦楽団 ロイヤル・オペラハウス合唱団                            | マリリン・ホーン ピラール・ローレンガー ヘレン・ドーナト                                     | CD: デッカ 折衷版、イタリア語歌唱                                                       |
| 1981   | リッカルド・ムーティ             | フィルハーモニア管弦楽団 アンブロジアン・オペラ合唱団                                  | アグネス・バルツァ マーガレット・マーシャル エディタ・グルベローヴァ                         | CD: EMI ウィーン版                                                                      |
| 1982   | シギスヴァルト・クイケン         | ラ・プティット・バンド コレギウム・ヴォカーレ・ヘント                                  | ルネ・ヤーコプス(CT) マリアンネ・クヴェイクジルバー(S) マグダレーナ・ファレヴィッチ(S)       | CD: Accent ウィーン版                                                                   |
| 1991   | ジョン・エリオット・ガーディナー | イングリッシュ・バロック・ソロイスツ モンテヴェルディ合唱団                            | デレク・リー・レイギン(CT） シルヴィア・マクネアー シンディア・シーデン                      | CD: フィリップス ウィーン版                                                             |
| 1993   | マルコ・グィダリーニ             | オーストラリア・オペラ＆バレエ管弦楽団 オーストラリア・オペラ・コーラス                | デイヴィッド・ホブソン アマンダ・ザーン ミリアム・ゴルムリー                                 | DVD: Faveo 1774年パリ版                                                                 |
| 1995   | ドナルド・ラニクルズ             | サンフランシスコ歌劇場管弦楽団 サンフランシスコ歌劇場合唱団                            | ジェニファー・ラーモア ドーン・アップショウ アリスン・ハグリー                               | CD: Teldec ベルリオーズ版                                                               |
| 1998   | ペーター・マーク                 | ガリシア交響楽団 マドリッド共同体合唱団                                                | エヴァ・ポドレス(A) アナ・ロドリーゴ(S) エレナ・デ・ラ・マルセド(S)                          | CD: Arts 折衷版、イタリア語歌唱                                                         |
| 1999   | ジョン・エリオット・ガーディナー | リヨン歌劇場管弦楽団 モンテヴェルディ合唱団                                            | アンネ・ゾフィー・フォン・オッター バーバラ・ヘンドリックス ブリジット・フルニエ             | CD: EMI ベルリオーズ版                                                                  |
| 2002   | マルク・ミンコフスキ             | ルーヴル宮音楽隊 レ・ミュジシャン・デュ・ルーヴル合唱団                                | リチャード・クロフト ミレイユ・ドゥランシュ マリオン・アルショー                             | CD: Archiv 1774年パリ版                                                                 |
| 2002   | ライアン・ブラウン               | オペラ・ラファイエット管弦楽団 オペラ・ラファイエット合唱団                            | ジャン＝ポール・フシェクール カトリーヌ・デュボスク スージー・ル・ブラン                     | CD: Naxos 1774年パリ版                                                                  |
| 2003   | アイヴァー・ボルトン             | バイエルン国立歌劇場管弦楽団 バイエルン国立歌劇場合唱団                                | ヴェッセリーナ・カサロヴァ ローズマリー・ジョシュア デボラ・ヨーク                           | DVD: Farao Classics ベルリオーズ版 演出 : ナイジェル・ロウリー アミール・ホセインプール |
| 2008   | ヘスス・ロペス＝コボス           | マドリード王立劇場管弦楽団 マドリード王立劇場合唱団                                    | フアン・ディエゴ・フローレス アインホア・ガルメンディア アレクサンドラ・マリアネッリ         | CD: デッカ 1774年パリ版                                                                 |
| 2008   | ジョン・エリオット・ガーディナー | オルケストル・レヴォリューショネル・エ・ロマンティック モンテヴェルディ合唱団          | マグダレーナ・コジェナー マドリーヌ・ベンダー パトリシア・プティボン                         | DVD: EMI ベルリオーズ版 演出 : ロバート・ウィルソン                                     |
| 2008   | トーマス・ヘンゲルブロック       | バルタザール＝ノイマン・アンサンブル 同合唱団 パリ・オペラ座バレエ                     | マリア・リッカルダ・ヴェッセリング ユリア・クライター スンハエ・イム                         | DVD: Bel Air ドイツ語歌唱版 振付：ピナ・バウシュ                                        |
| 2009   | ジャンパオロ・ビサンティ         | ボローニャ市立劇場管弦楽団 ボローニャ市立劇場合唱団                                    | ロベルト・アラーニャ セレーナ・ガンベローニ マルク・バロー                                   | DVD: BelAir 1774年パリ版 演出 : ダヴィド・アラーニャ                                    |
| 2011   | ゴルダン・ニコリッチ             | オーケストラ・バンダルト カタルーニャ音楽堂室内合唱団 ラ・フラ・デルス・バウス（舞踏） | アニタ・ラチヴェリシュヴィリ マイテ・アルベローラ アウクシリアドラ・トレダノ                 | DVD: Kultur ウィーン版 演出：カルルス・パドリッサ                                       |
| 2013   | ヴァーツラフ・ルクス             | コレギウム1704 コレギウム・ヴォカーレ1704                                              | ベジュン・メータ エヴァ・リーバウ レグラ・ミューレマン                                       | DVD: Vai ウィーン版（映画版） 演出：オンドレイ・ハヴェルカ                              |
| 2015   | ロランス・エキルベイ             | インスラ・オーケストラ アクサンチュス（合唱）                                          | フランコ・ファジョーリ （CT） マリン・ハルテリウス エマヌエル・ド・ネグリ                    | CD: Archiv ウィーン版                                                                   |
| 2016   | ディエゴ・ファソリス             | イ・バロッキスティ スイス・イタリア語放送合唱団                                        | フィリップ・ジャルスキー （CT） アマンダ・フォーサイス エメーケ・バラート                    | CD: ERATO 1774年ナポリ版                                                                |
| 2018   | ミケーレ・マリオッティ           | ミラノ・スカラ座管弦楽団 ミラノ・スカラ座合唱団 ホフェッシュ・シェクター舞踊団         | フアン・ディエゴ・フローレス クリスティアーネ・カルク ファトマ・サイード                     | DVD: Belvedere 1774年パリ版 演出 : ホフェッシュ・シェクター ジョン・フルジェームズ      |
| 2018   | ラファエル・ピション             | ピグマリオン・バロック・アンサンブル 管弦楽と合唱団                                    | マリアンヌ・クレバッサ エレーヌ・ギュメット レア・デザンドル                                 | DVD: Naxos ベルリオーズ版 演出 : オーレリアン・ボリ                                     |
| 2018   | ハリー・ビケット                 | シカゴ・リリック・オペラ 管弦楽団＆合唱団 ジョフリー・バレエ団                         | ディミトリー・コルチャック アンドリアーナ・クッシュマン ローレン・スナファー                 | DVD: C Major 1774年パリ版 振付：ジョン・ノイマイヤー                                    |